# Pouteria wandae
Pouteria wandae är en tvåhjärtbladig växtart som beskrevs av Willem Willen Vink. Pouteria wandae ingår i släktet Pouteria och familjen Sapotaceae. Inga underarter finns listade i Catalogue of Life.